# Coupe Dewar 1909
Navigation
Coupe Dewar 1908 Coupe Dewar 1910
La Coupe Dewar 1909 est la 11e édition de la Coupe Dewar.
Elle oppose douze clubs parisiens et deux clubs calaisiens en matchs à élimination directe. Le Gallia Club remporte la finale face à l'AS française et gagne ainsi son premier titre dans la compétition.

## Compétition

### Premier tour
Le premier tour a lieu le 28 février 1909 et le 7 mars 1909. Un seul match est joué, tous les autres étant remportés sur forfait,.
| Premier tour    | Gallia Club | forfait | CA Paris |  |  |
| 28 février 1909 |             | (–)     |          |  |  |

| Premier tour    | AS française | forfait | US Clichy |  |  |
| 28 février 1909 |              | (–)     |           |  |  |

| Premier tour    | Stade français | forfait | FEC Levallois |  |  |
| 28 février 1909 |                | (–)     |               |  |  |

| Premier tour    | Red Star Amical Club | forfait | RC Calais |  |  |
| 28 février 1909 |                      | (–)     |           |  |  |

| Premier tour    | CA XIVe | 5 – 1 | US Calais |  |  |
| 28 février 1909 |         | (–)   |           |  |  |

| Premier tour | CA français | forfait | RC France |  |  |
| 7 mars 1909  |             | (–)     |           |  |  |

### Deuxième tour
Les quarts de finale ont lieu le dimanche 28 mars 1909.
| Quart de finale | Club français | 4 – 1 | CA français |  |  |
| 28 mars 1909    |               | (–)   |             |  |  |

| Quart de finale | AS française | 12 – 00 | Red Star Amical Club |  |  |
| 28 mars 1909    |              | (–)     |                      |  |  |

| Quart de finale | Gallia Club | forfait | Stade français |  |  |
| 28 mars 1909    |             | (–)     |                |  |  |

| Quart de finale | Standard AC | 3 – 1 | CA XIVe |  |  |
| 28 mars 1909    |             | (–)   |         |  |  |

### Demi-finales
Les demi-finales ont lieu le dimanche 4 avril 1909.
| Demi-finale           | AS française       | 2 – 1 a. p.      | Club français |  |  |
| Dimanche 4 avril 1909 | du Rhéart · Eucher | (0 – 1 ; 1 – 1 ) | Canelle       |  |  |

| Demi-finale           | Gallia Club | 1 – 0   | Standard AC |  |  |
| Dimanche 4 avril 1909 | Momon       | (0 – 0) |             |  |  |

### Finale
La finale a lieu le dimanche 18 avril 1909 au stade de Charentonneau entre le Gallia Club et l'AS française. Le Gallia l'emporte par cinq buts à zéro.
| Finale                 | Gallia Club                                                                                      | 5 – 0   | AS française                                                                                           |                                                                  |                                                                  |
| Dimanche 18 avril 1909 | Momon · Whiteway · Whiteway · Bayrou · Roussel                                                   | (1 – 0) | | Stade de Charentonneau, Maisons-Alfort Spectateurs : Environ 600 | Stade de Charentonneau, Maisons-Alfort Spectateurs : Environ 600 |
| Dimanche 18 avril 1909 | [ 5 ]                                                                                            |         | | Stade de Charentonneau, Maisons-Alfort Spectateurs : Environ 600 | Stade de Charentonneau, Maisons-Alfort Spectateurs : Environ 600 |
| Dimanche 18 avril 1909 | Grain - Fontaine, Jouve - Dastarac, Gindrat, Nicolaï - Roussel, Bayrou, Whiteway, Pougnet, Momon | Équipes | Artaux - Desaulty, Massip - Rouveyre, Zimmermann, Grandjean - Séraphin, Pestre, Camard, Maffre, Eucher | Stade de Charentonneau, Maisons-Alfort Spectateurs : Environ 600 | Stade de Charentonneau, Maisons-Alfort Spectateurs : Environ 600 |